# 眾所矚目
眾所矚目（All Eyez on Me）是美國饒舌歌手圖帕克·夏庫爾的第四張專輯，於1996年2月13日由死囚唱片以及新視鏡唱片發布。專輯收錄了加州的愛、How Do U Want It、2 of Amerikaz Most Wanted與I Ain't Mad at Cha共四首單曲，其中前兩首曾登上告示牌百大單曲榜冠軍。
1. ↑  . E! Online. March 7, 1997  [December 10, 2011]. （原始内容存档于2012-06-06）.